# Uckerland
Uckerland település Németországban, azon belül Brandenburgban. Lakosainak száma 2494 fő (2023. december 31.).

## Népesség
A település népessége az elmúlt években az alábbi módon változott:
| Lakosok száma | 4293 | 3746 | 3014 | 2578 | 2543 | 2546 | 2494 |
|               | 1990 | 2000 | 2010 | 2020 | 2021 | 2022 | 2023 |